# Lindenfeld (Naturschutzgebiet)
Koordinaten: 48° 46′ 29″ N, 9° 50′ 55″ O

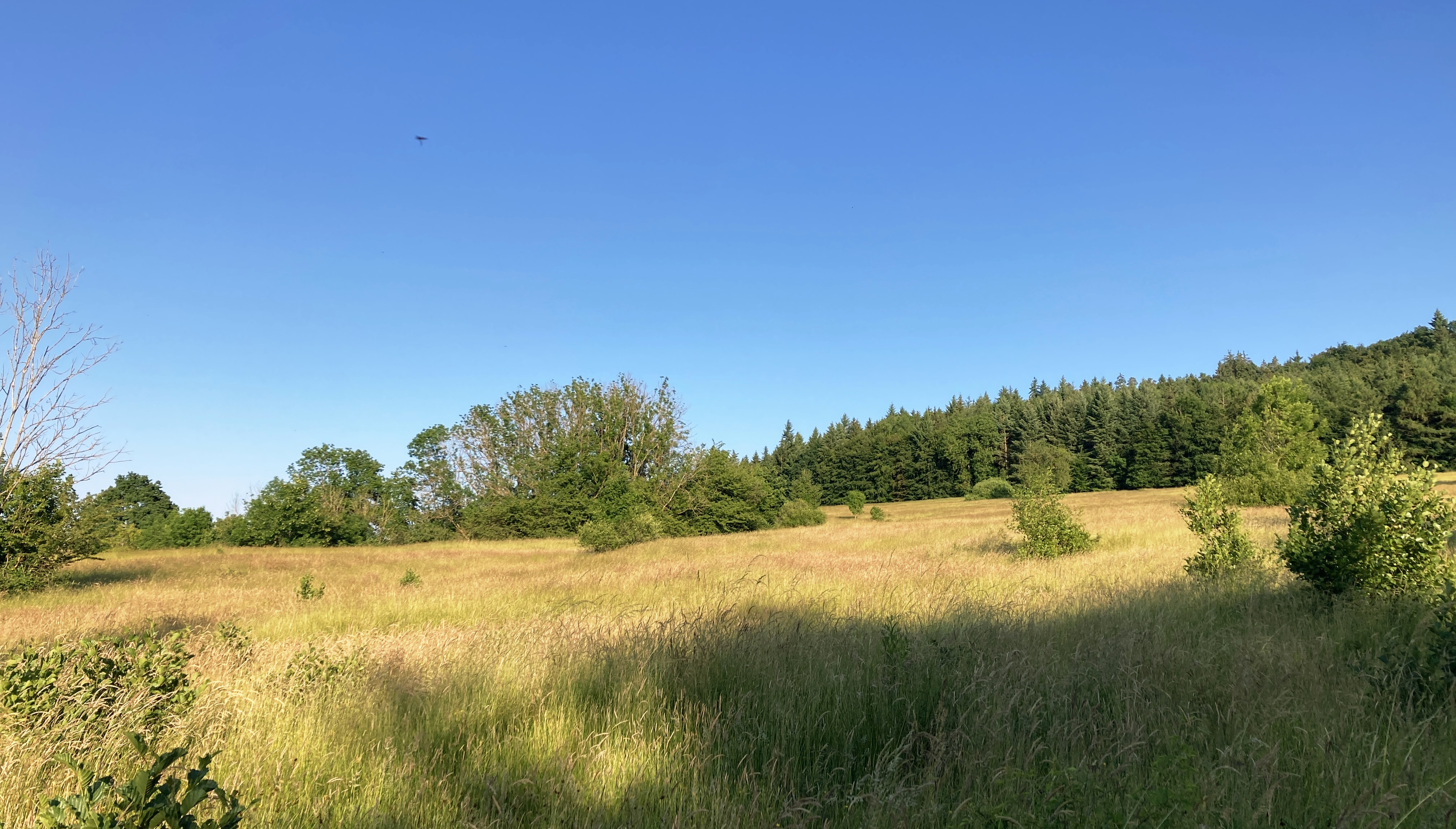
Naturschutzgebiet Lindenfeld

Das Naturschutzgebiet Lindenfeld liegt auf dem Gebiet der Stadt Schwäbisch Gmünd im Ostalbkreis in Baden-Württemberg. Das Gebiet erstreckt sich südlich von Bettringen, einem Stadtteil von Schwäbisch Gmünd. Westlich des Gebietes verläuft die Kreisstraße K 3275 und nördlich und östlich die Landesstraße L 1160. Im Gebiet fließt der Schapfenbach, südlich erstreckt sich das 10,9 ha große Naturschutzgebiet Bergrutschung Tannenwald.

## Bedeutung
Das 75 ha große Gebiet steht seit dem 29. Juli 1994 unter der Kenn-Nummer 1.202 unter Naturschutz.
Es handelt sich um einen ehemaligen Truppenübungsplatz und um eine „am Hangfuß des Nordtraufes der Schwäbischen Alb gelegene, großflächige, extensiv als Schafweiden genutzte Wiesenhänge mit basenarmen Magerrasen in enger Verzahnung mit feuchten und wechselfeuchten Standorten auf der gesamten Fläche.“